# Luis Télles
Luis Fernando Télles González (ur. 9 marca 1992 w Leónie) – meksykański piłkarz występujący na pozycji defensywnego pomocnika, obecnie zawodnik Juárez.

## Kariera klubowa
Télles jest wychowankiem akademii juniorskiej zespołu Club Atlas z siedzibą w Guadalajarze. Do seniorskiej drużyny został włączony jako dziewiętnastolatek przez szkoleniowca Benjamína Galindo i w meksykańskiej Primera División zadebiutował 2 kwietnia 2011 w zremisowanym 1:1 spotkaniu z Estudiantes Tecos. Przez kolejne lata był jednak wyłącznie głębokim rezerwowym ekipy i sporadycznie pojawiał się na boisku, występując głównie w lidze do lat dwudziestu, wobec czego w styczniu 2014 udał się na wypożyczenie do drugoligowego rywala zza miedzy – Universidadu de Guadalajara. Tam już w pierwszym, wiosennym sezonie Clausura 2014 triumfował z nim w Ascenso MX, co na koniec rozgrywek 2013/2014 zaowocowało awansem do pierwszej ligi. Tam spędził w barwach Universidadu jeszcze rok, będąc kluczowym graczem linii pomocy, zaś 19 października 2014 w zremisowanej 1:1 konfrontacji z Pueblą strzelił swojego pierwszego gola w najwyższej klasie rozgrywkowej. Na koniec rozgrywek 2014/2015 spadł jednak ze swoją drużyną z powrotem do drugiej ligi.
Wiosną 2016 Télles został wypożyczony do kolejnego drugoligowca – ekipy FC Juárez.
| Sezon     | Klub                       | Kraj   | Rozgrywki  | Mecze | Bramki |
| --------- | -------------------------- | ------ | ---------- | ----- | ------ |
| 2010/2011 | Club Atlas                 | Meksyk | Liga MX    | 5     | 0      |
| 2011/2012 | Club Atlas                 | Meksyk | Liga MX    | 4     | 0      |
| 2012/2013 | Club Atlas                 | Meksyk | Liga MX    | 6     | 0      |
| 2013/2014 | Club Atlas                 | Meksyk | Liga MX    | 0     | 0      |
| 2013/2014 | Universidad de Guadalajara | Meksyk | Ascenso MX | 7     | 1      |
| 2014/2015 | Universidad de Guadalajara | Meksyk | Liga MX    | 31    | 2      |
| 2015/2016 | Club Atlas                 | Meksyk | Liga MX    | 0     | 0      |
| 2015/2016 | FC Juárez                  | Meksyk | Ascenso MX |       |        |

## Kariera reprezentacyjna
W 2009 roku Télles znalazł się w ogłoszonym przez José Luisa Gonzáleza Chinę składzie na Mistrzostwa Ameryki Północnej U-17. Tam rozegrał dwa z trzech możliwych spotkań i zdobył gola w spotkaniu z Trynidadem i Tobago (7:0). Jego zespół, pełniący wówczas rolę gospodarzy, z kompletem zwycięstw ukończył turniej na pierwszym miejscu w grupie; faza pucharowa rozgrywek została odwołana ze względu na wybuch epidemii świńskiej grypy w Meksyku. Kilka miesięcy później wziął natomiast udział w Mistrzostwach Świata U-17 w Nigerii, podczas których był jednym z ważniejszych graczy drużyny i wystąpił w trzech meczach, zaś odpadli z juniorskiego mundialu w 1/8 finału, ulegając w nim po serii rzutów karnych Korei Płd (1:1, 3:5 k.).